# Spojenci (druhá světová válka)

Animace změn území ovládaných Spojenci a mocnostmi Osy během druhé světové války.
----
Západní Spojenci
Dominium západních spojenců
Kolonie a západními spojenci okupovaná území
Východní spojenci
SSSR a spojenci
mocnosti Osy
Japonsko a loutkové státy
Kolonie a mocnostmi Osy okupovaná území
Vichistická Francie a její kolonie
Neutrální země

Spojenci ve druhé světové válce byla koalice mocností válčících během druhé světové války proti mocnostem Osy. Jinak byly nazývány Spojené národy podle mezinárodní organizace založené po válce. 
Na začátku války, 1. září 1939, se spojenci skládali z Francie, Polska a Spojeného království a jejich současných, nebo dřívějších kolonií. Ke spojencům se po zahájení německé invaze do severní Evropy připojily Nizozemsko, Belgie, Řecko a Jugoslávie. Poté, co byl Sovětský svaz napaden Německem, mu byla nabídnuta vojenská pomoc od Spojeného království a vstoupil do koalice Spojenců, později mu pomoc nabídly také USA. Spojené státy po celou dobu poskytovaly Spojencům válečný materiál a peníze a oficiálně se připojily v prosinci 1941 po japonském útoku na Pearl Harbor. Čína již dříve byla ve válce s Japonskem od incidentu na mostě Marca Pola v roce 1937, ale oficiálně se připojila ke Spojencům až v roce 1941.

## Seznam států
Datum u státu určuje vstup daného státu do válečného stavu se státy Osy.

### Vypuknutí války
- Polsko: 1. září 1939
- Spojené království: 3. září 1939
- Austrálie: 3. září 1939
- Nový Zéland: 3. září 1939
- Francie: 3. září 1939
- Nepál: 4. září 1939
- Jihoafrická republika: 6. září 1939
- Kanada: 10. září 1939
- Československo: 2. října 1939

### Západní fronta
- Norsko: 9. dubna 1940
- Belgie: 10. května 1940
- Lucembursko: 10. května 1940
- Nizozemsko: 10. května 1940

### Útok na SSSR a USA
- Řecko: 28. října 1940
- Jugoslávie: 6. dubna 1941
- Sovětský svaz: 22. června 1941
- Kostarika: 8. prosince 1941
- Salvador: 8. prosince 1941
- Haiti: 8. prosince 1941
- Honduras: 8. prosince 1941
- Nikaragua: 8. prosince 1941

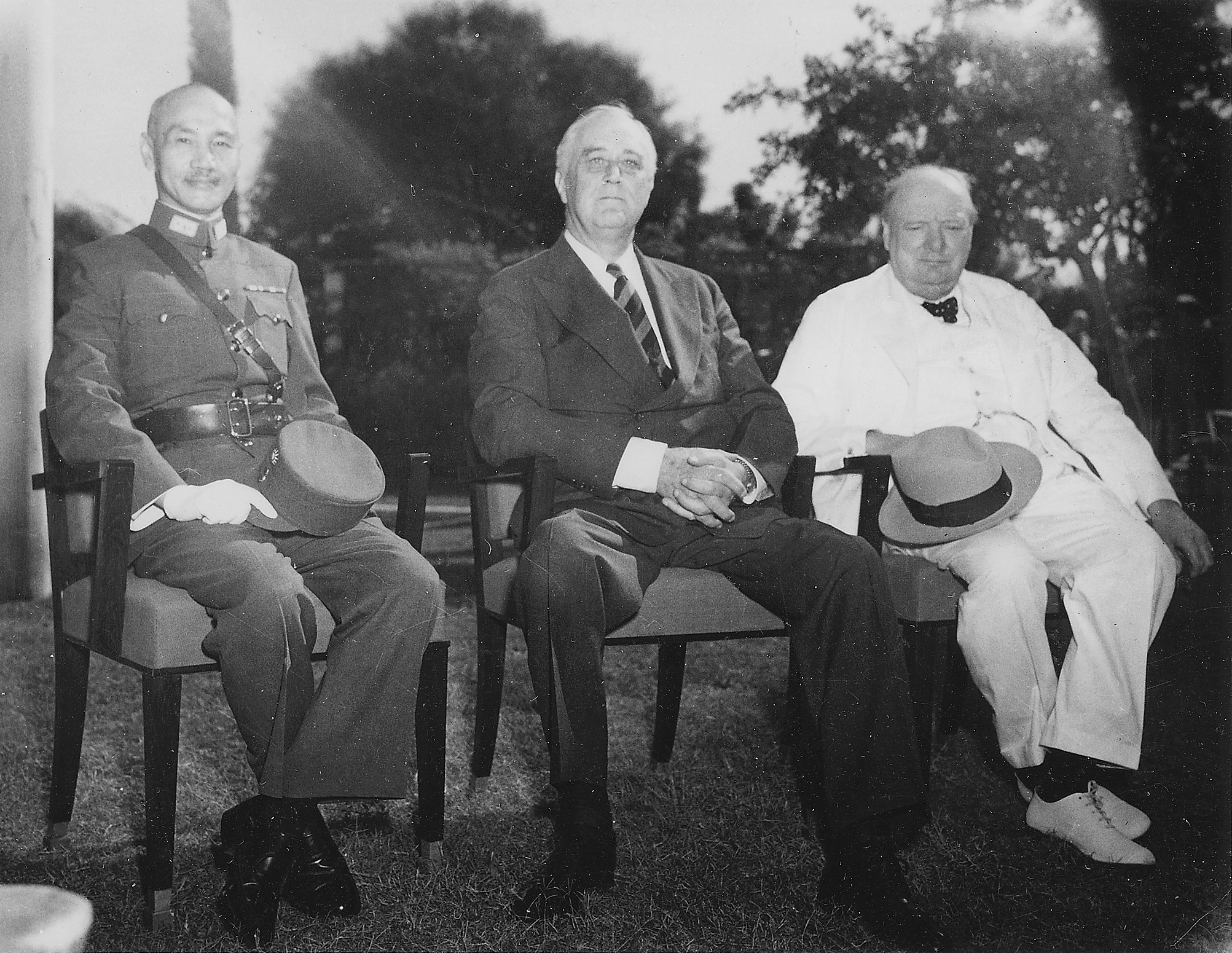
Pamětní foto tří účastníku Káhirské konference: zleva Čankajšek, Franklin Delano Roosevelt a Winston Churchill

- Spojené státy americké: 8. prosince 1941 (formální vyhlášení války Spojenými státy po Pearl Harboru)
- Čína: 9. prosince 1941 (formální vyhlášení války Ose, jinak již od 1937 ve válce s Japonskem)
- Guatemala: 9. prosince 1941
- Kuba: 9. prosince 1941

### Prohlášení Spojených národů
- Peru: 12. únor 1942
- Mexiko: 22. květen 1942
- Brazílie: 22. srpen 1942
- Etiopie: 14. prosinec 1942
- Irák: 17. leden 1943 (okupován Spojenci)
- Bolívie: 7. dubna 1943
- Írán: 9. září 1943 (okupován Spojenci)
- Itálie: 13. říjen 1943 (původně mocnost Osy)
- Kolumbie: 26. listopad 1943
- Libérie: 27. ledna 1944

### Po invazi do Normandie
- Rumunsko: 25. srpna 1944 (původně na straně Osy)
- Bulharsko: 8. září 1944 (původně na straně Osy)
- San Marino: 21. září 1944
- Albánie: 26. října 1944
- Maďarsko: 20. ledna 1945 (původně na straně Osy)
- Ekvádor: 2. února 1945
- Paraguay: 7. února 1945
- Uruguay: 15. února 1945
- Venezuela: 15. února 1945
- Turecko: 23. února 1945
- Libanon: 27. února 1945
- Saúdská Arábie:
- Finsko: 4. března 1945 (původně na straně Osy)
- Argentina: 27. března 1945
- Chile: 11. dubna 1945
- Mongolsko: 9. srpna 1945